# Rocket Man (I Think It’s Going to Be a Long, Long Time)
„Rocket Man (I Think It's Going to Be a Long, Long Time)” (lub Rocket Man) – ballada rockowa skomponowana przez angielskiego muzyka Eltona Johna, która zamieszczona została na albumie Honky Château, wydanym w maju 1972. Piosenka stała się absolutnym hitem, na listach przebojów w Wielkiej Brytanii utwór zajął 2. miejsce, a w Stanach Zjednoczonych i we Włoszech utwór dotarł do 6. pozycji. Na liście 500. utworów wszech czasów magazynu Rolling Stone kompozycja znalazła się na pozycji 245.. „Rocket Man” jest także drugim najczęściej granym utworem przez Eltona Johna na koncertach. Utwór często był też wykonywany przez irlandzką grupę U2 w trasie 360° Tour.

## Geneza utworu
Autor tekstu, Bernie Taupin oskarżony został o plagiat utworu Davida Bowiego – „Space Oddity”. Jednak Taupin wzorował się właściwie na piosence „Rocket Man” acid-folkowego zespołu Pearls Before Swine.

## Lista utworów
| 1. | „Rocket Man (I Think It's Going to Be a Long, Long Time)” | 4:43  |
|    |                                                           |       |
| 2. | „Susie (Dramas)”                                          | 3:23  |
|    |                                                           |       |
|    |                                                           | 08:06 |
|    |                                                           |       |

## Notowania
| Lista                | Pozycja |
| -------------------- | ------- |
| UK Singles Chart     | 2       |
| Media Control Charts | 18      |
| Irish Singles Chart  | 6       |
| FIMI                 | 6       |
| Billboard Hot 100    | 6       |